# 頭社 (南投縣)
頭社（邵語：Shtafari），是台灣南投縣魚池鄉的一個傳統地域名稱，位於該鄉西南部。相較於今日行政區，其範圍大致包括頭社村、武登村東北半部。

## 歷史
台灣清治末期至日治初期，頭社地區為一街庄，稱為「頭社庄」，隸屬於五城堡。該庄西北與社仔庄為鄰，東北與水社庄為鄰、東南邊為拔社埔庄，西南邊為銃櫃庄。
1901年（日治明治三十四年）11月，全台廢縣廳改設二十廳，該庄隸屬於南投廳。1903年（明治三十六年）6月，該庄編入「五城區」，隸屬於南投廳。1909年（明治四十二年）10月，合併二十廳為十二廳，五城區仍隸屬於南投廳。1920年（大正九年），全台地方制度大改正，廢十二廳改設五州二廳，該庄改制為「頭社」大字，隸屬於臺中州新高郡魚池庄。
戰後魚池庄改制為魚池鄉，隸屬於臺中縣，大字亦改制為村。1950年10月，中、彰、投分治，魚池鄉改隸屬南投縣。

## 聚落
本地區發展較早的聚落有頂社、內凹仔、頭社、水尾等，在日治期初期的官方地圖上已有記載。此外，本地區尚有棉仔園、內灣、崙龍、大舌滿等聚落。

## 交通
省道台21線（水信路一段）是台中市東勢區天冷至南投縣信義鄉塔塔加的幹道，大致以西北西—東南東走向由本地區北部邊界入境後，繞大彎轉東北—西南走向，經省道台21甲線終點路口後轉東南再轉南，經頭社聚落後轉西再轉西南蜿蜒而行，其後於本地區西南部邊界中央地帶轉南出境。由該道路向西北西繞大彎轉東北東再轉北可前往魚池市區、埔里、國姓、新社等地；向南可前往水里東南部、信義、和社、塔塔加等地。
省道台21甲線是日月潭至頭社的幹道，也是日月潭環湖公路東段，其南側端點位於本地區中部偏北的省道台21線路口。由此向東北東轉東蜿蜒而行，出境後可繞過日月潭東岸前往水社地區北部並止於省道台21線另一路口。
鄉道投62線（平和巷、協力巷）是頭社至武登村的道路，其北側端點位於本地區東北部的頭社國小旁。由此向東南蜿蜒而行，其後轉南經省道台21甲線路口轉東南再轉南蜿蜒而行，經棉仔園繞大彎轉北再轉西再轉西北，可前往頭社聚落並止於省道台21線路口。

## 學校
- 頭社國小